# Córcega y Cerdeña
La provincia romana de Córcega y Cerdeña (en latín, Corsica et Sardinia, en francés, Corse et Sardaigne, en italiano, Corsica e Sardegna) fue una provincia romana que incluía las actuales islas de Córcega y Cerdeña. Su capital se asentó en Cagliari, y se dividía en las subrregiones de Corsica (Córcega, su capital era Bastia) y Sardinia (Cerdeña, su capital era Cagliari).
Durante la primera guerra púnica los romanos atacaron Cerdeña en el 259 a. C., sin consecuencias. En el año 238 a. C., Cartago cedió Córcega y Cerdeña a la República romana, pero fue necesario un siglo de combates para pacificar el interior de ambas islas. En el 29 a. C. se convirtió en provincia senatorial y, en el 66, provincia del Imperio.

## Roma y la provincia
A lo largo de la dominación romana, Roma mantuvo una relación poco entusiasta con la provincia. Las regiones costeras de ambas islas fueron colonizadas por los romanos y adoptaron la lengua y cultura latinas; sin embargo, las zonas interiores de Cerdeña y Córcega resistieron a los romanos. Se produjeron diversas revueltas y levantamientos; sin embargo, ya que las zonas interiores eran densamente boscosas, los romanos las evitaron y llamaron "tierra de los bárbaros".
En general, Córcega y Cerdeña se convirtieron en ganancias triviales en comparación con las orientales del Imperio Romano. Los romanos consideraban que tanto las islas como su población estaban atrasadas y no gozaban de buena salud, probablemente debido a la prolongada presencia del paludismo. Un estudio realizado en 2017 ha demostrado que la malaria ya era endémica en Cerdeña hace más de 2000 años, como lo demuestra la presencia de beta talasemia en el ADN de un sardo enterrado en la necrópolis púnica de Caralis.
De Córcega, los romanos no recibieron mucho botín ni los prisioneros estaban dispuestos a someterse al dominio extranjero y a aprender algo de los romanos; Estrabón, describiendo a los corsos como gente bestial que recurría al saqueo, dijo que "quienquiera que haya comprado uno, agravando a sus compradores por su apatía e insensibilidad, lamenta el derroche de su dinero". Lo mismo ocurría con los esclavos sardos, que adquirieron una reputación infame por ser poco fiables y matar a sus dueños si tenían la oportunidad.
Desde que los prisioneros sardos inundaron el mercado de esclavos después de una victoria romana sobre una grave rebelión de las tribus montañeras, el proverbio Sardi venales ("Sardos baratos") se convirtió en una expresión latina común para indicar cualquier cosa barata e inútil, como informó Livio. Cicerón se refería a los sardos, mal dispuestos como ningún otro pueblo hacia los romanos, como "cada uno peor que su prójimo" (alius alio nequior), y a sus rebeldes del altiplano, que seguían luchando contra los romanos al estilo de la guerrilla, como "sardos ladrones con capas de lana ásperas" (Sardi latrones mastrucati). El orador romano comparó a los sardos con los antiguos bereberes del norte de África (A Poenis admixto Afrorum genere Sardi "de los púnicos, mezclados con sangre [norte]africano, originaron los sardos", Africa ipsa parens illa Sardiniae "[El norte de] África es el progenitor de Cerdeña"), utilizando también los nombres de Afer ([norte] africano) y Sardus (sardo) como intercambiables, para demostrar su supuesta astucia y natura heredada por los antiguos maestros cartagineses.
Varrón, siguiendo la tradición de Cicerón, comparaba a los sardos con la tribu bereber de los Getulos, afirmando que quaedam nationes harum pellibus sunt vestitae, ut in Gaetulia et in Sardinia ("Algunas naciones bárbaras usan pieles de cabra para vestirse, como, por ejemplo, en Getulia y Cerdeña"). Cicerón afirmaba que ninguna ciudad de Cerdeña había sido nunca amiga de los romanos.

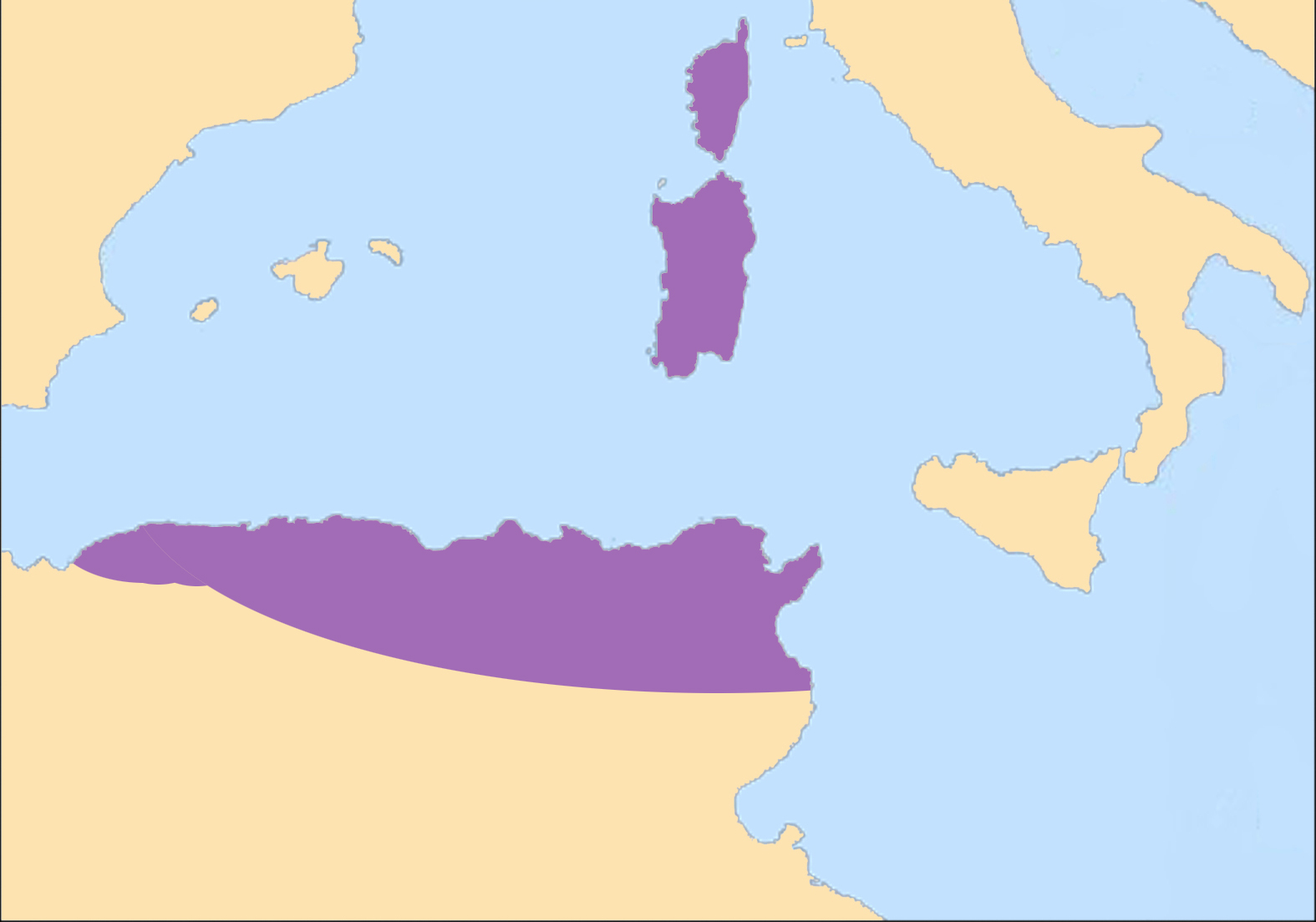
El reino vándalo tras conquistar Cerdeña (en el 455 d. C.) y Córcega (en el 456 d. C.)

Muchos de los estereotipos negativos fueron alimentados por la hostilidad profundamente arraigada de los sardos hacia Roma y sus frecuentes rebeliones que duraron siglos: incluso durante el siglo I a. C., mientras que el resto de la isla fue llevada al orden romano, el interior de la isla estaba en agitación. Estrabón mencionó que las poblaciones que residían en las montañas todavía no estaban completamente apaciguadas durante su tiempo y que eventualmente recurrieron a vivir del saqueo, saqueando otras comunidades sardas y navegando con sus barcos para asaltar las costas de Etruria; en particular, a menudo cometían actos de piratería en la ciudad de Pisa.
Sin embargo, algunos romanos tenían una opinión positiva de los sardos; César, por ejemplo, memorizó la oración de su tío Pro Sardis, una oración a favor de los sardos, y era un amigo del cantante sardo Tigellio. La ciudad de Carales fue de hecho partidaria de César y también de los populares, y le ayudó con algunas tropas durante la batalla de Tapso.

## Final de la provincia de Córcega y Cerdeña
En el año 455, una expedición vándala dirigida por Genserico atacó las islas Baleares, Córcega, Cerdeña y Sicilia. El archipiélago de las Baleares y las otras tres islas pasaron al dominio vándalo, hasta que Justiniano I anexó las Islas Baleares y Sicilia al Imperio bizantino. Cerdeña y Córcega aguantaron unos años más pero acabaron rindiéndose ante los bizantinos. 

## Gobernadores
- Racio Constante.— Gobernador de tiempos de Septimio Severo quien ordenó su muerte.[15]